# Teodora de Trebizonda
Teodora Mega Comnena (em grego: Θεοδώρα Μεγάλη Κομνηνή; romaniz.: Theodōra Megalē Komnēnē) foi uma imperatriz reinante do Império de Trebizonda entre 1284 e 1285. Ela era filha do imperador Manuel I de Trebizonda com Rusudan, uma princesa da Geórgia. Michel Kuršanskis afirma que as evidências são insuficientes para determinar se Teodora era uma das princesas trebizondinas mencionadas na "Crônica do Bispo Estêvão" que teria se casado com um nobre ou o rei da Geórgia ou se ela teria sido uma freira — como foi o caso de Ana no século seguinte — antes de conseguir tomar o trono.
Em 1284, com a ajuda do rei georgiano da Imerícia (Imereti), David VI Narin, Teodora conseguiu tomar a coroa do meio-irmão, o imperador João II. É possível que ele tenha se refugiado em Trípoli, na região do Ponto. Logo depois, ela foi derrotada e João conseguiu retomar a coroa, mas ela conseguiu reinar por tempo suficiente para cunhar suas próprias moedas. Uma limitada variedade de áspro (aspron) de prata e nomisma de bronze são evidências de que ela foi a única imperatriz de Trebizonda a cunhar moedas.